# Милица Бабовић Бакић
Милица Бабовић Бакић је рођена 17. маја 1876. године у Крагујевцу, а датум смрти се не зна, мада се зна да се 1958. године још бавила писањем. Милица је по струци учитељица, али се бавила писањем и позната је београдска госпођа са краја 19. и почетком 20. века. Свој животни век је провела у Београду.

## Биографија
Милица Бабовић Бакић је рођена у Крагујевцу. Њен отац Војислав Бакић је познати утемељивач педагогије, а био професор психологије и педагогије. Већ крајем 1876. године она са породицом прелази да живи у Београд. Мајка јој је била Љубица Бакић и потиче из угледне горњокарловачке породице, била је образована, говорила немачки и француски и свирала клавир. Имала је седморо деце, од којих је Милица била најстарија. Она је учила Милицу домаћинству и лепом понашању. С обзиром да у том периоду у којем је она живела закон није дозвољавао да се девојчице образују у гимназијама, већ у Вишој женској школи, отац Милице Бакић успео је да издејствује дозволу од министра да Милица похађа Другу мушку гимназију. Тако да је била једина девојчица међу дечацима. Разлог због којег је отац то урадио је  био да припреми ћерку за студије и школовање у иностранству, што није било могуће похађањем Више женске школе. Милица је завршила прва четири разреда гимназије, али је након четврте године добијена наредба министра просвете др Владана Ђорђевића да се више женска деца не примају и не могу продужити вишу гимназију. Тако је Милица Бабовић морала да пређе у Вишу женску школу. Она је у својој књизи навела да је постојала велика разлика између организације наставе гимназије и Вишој женској школи, а та разлика се видела у начину предавања, она је написала да је   у 
Гимназији одговарала својим речима, а у Вишој се учило напамет, ни једна се реч није смела променити.
Милица је завршила Вишу женску школу и постала учитељица. Касније се удала за угледног инжењера Владимира Бабовића, који је био директор железнице у Сарајеву и Загребу. Са њим је имала шесторо деце, три ћерке и три сина. Она у својим сећањима пише о тадашњем начину живота београдске господе, описује друштвени живот београдског грађанства, пошто је била у контакту са значајним људима тога времена, описује и како су ти људи примали госте у својим домовима и са чиме су све послуживали госте. Она у тим сећањима описује и положај жена у том периоду, који није био баш на завидном нивоу. Током свог живота Милица је доста путовала, упознавала је многе људе, њихове обичаје. Милица је живела и у доба оба рата, као и за време Балканских ратова, тако да у својим сећањима и то описује. Супруг јој је умро 1940. године. После Другог светског рата једно време је живела код сина, па после код најмлађе ћерке. А затим је прешла у гарсоњеру у Његошевој улици, која није имала ни кујну, ни оставу, али њој то није сметало. Она је била жена којој ништа није сметало и која је безобзира на све своју домовину волела, и чак је у својим сећањима написала да никада у иностранству не би могла да живи. Писала је до 1958. године.  Пошто касније нема трагова писања, претпоставља се да је тада и умрла.